# Efraim Oloff (rajca toruński)
Efraim Oloff (ur. 20 marca 1715 w Elblągu, zm. 24 grudnia 1766 w Toruniu) –  rajca i polityk toruński.
Efraim Oloff urodził się jako syn Efraima, elbląskiego i toruńskiego pastora i uczonego, oraz Krystyny z domu Grass.
W 1726 zaczął naukę w gimnazjum akademickim w Toruniu. Od 1735 do 1739 studiował na uniwersytecie w Wittenberdze. Po studiach został niższym urzędnikiem w kancelarii Torunia. Od 1748 sekretarz Rady Torunia.
Jako sekretarz toruński uczestniczył w 1756 w konsultacjach przed sejmikiem generalnym. W 1758 awansował na pierwszego spośród sekretarzy Rady. W sierpniu 1758 uczestniczył w naradach przedsejmikowych w Starogrodzie u biskupa chełmińskiego Wojciecha S. Leskiego.
Od 1761 rajca toruński. Współpracował z burmistrzem Christianem Klosmannem. W 1762 powołany w skład komisji królewskiej rozpatrującej sprawy Brodnicy. Reprezentował Toruń na przedkonwokacyjnym sejmiku generalnym w 1764, poseł toruński na sejmik generalny w 1764, podczas którego uczestniczył w konferencjach z delegatami króla Stanisława Augusta. Kilkakrotnie brał udział w 1765-1766 w spotkaniach polityków z Prus Królewskich z wysłannikami monarchy. W 1766 posłował na sejmik generalny w Malborku.
Znaczenie Oloffa z czasem znacznie wzrastało i stał się on jedną z najbardziej wpływowych osób w radzie miasta. Uważano go za bardzo zdolnego i zręcznego polityka. Zmarł bezpotomnie w Toruniu.